# Juan Carlos Sánchez Colchón
Juan Carlos Sanchez Colchón (Almendralejo, España, 8 de abril de 1989), más conocido como Juanqui, es un jugador español de fútbol sala, pívot del Peñiscola FS  de Primera División de la LNFS.

## Biografía
Jugador de fútbol sala criado en Almendralejo. Inició su carrera futbolística en las categorías de fútbol base del Club Atlético San José Promesas, donde permaneció hasta la categoría Juvenil. Tras varios años en la liga local de fútbol sala fichó por AD Distribuciones Cisneros Almendralejo FS, equipo que milita en 3ª nacional. Las buenas actuaciones que realizó con la selección Extremeña y con el club Almendralejense propiciaron que fichara por AD Extremadura-Caceres 2016 FS, equipo histórico de la LNFS. Tras dos años en el conjunto Cacereño daría el salto a división de honor gracias a su fichaje por Benicarló Aeroport Castelló FS Aunque fichó para reforzar el equipo filiar, pronto dio el salto al primer equipo llegando a disputar varios partidos en la máxima categoría nacional.
Tras la desaparición, a mediados de temporada, por motivos económicos del equipo del Baix Maestrat, su amigo David Serrano le da la oportunidad de recalar en la disciplina de FS Nazareno, equipo en el que permaneció hasta final de temporada logrando el título liguero de 2ª B.
Tras su periplo por tierras andaluzas volvió al conjunto de Castellón Peñiscola FS Bodegas Dunviro, consiguiendo en la siguiente temporada el ascenso a la máxima categoría nacional de la LNFS. Equipo en el que actualmente milita siendo uno de los capitanes.
En la temporada 2015/16 , militando en el Peñiscola, fue máximo goleador de la LNFS.
Tras su paso por distintos equipos , vuelve al Peñíscola FS en la temporada 2022/23 para militar en Segunda División, en esa temporada consiguen el ascenso a Primera División.

## Trayectoria
- 2006/2008 - AD Distribuciones Cisneros Almendralejo FS
- 2008/2011 - AD Extremadura-Caceres 2016 FS
- 2011/2012 - Benicarló Aeroport Castelló FS / FS Nazareno
- 2012/2016 - Peñiscola FS Bodegas Dunviro
- 2017/2018 - Catgas Energia Santa Coloma
- 2018/2020 - Latina C5
- 2020/2022 - Futbol Emotion Zaragoza
- 2022/act.   - Peñiscola FS

## Estadísticas
| Equipo                       | Temporada | División | Partidos | Goles |
| ---------------------------- | --------- | -------- | -------- | ----- |
| AD Extremadura FS            | 2010/2011 | Segunda  | 28       | 10    |
| Castell Peñíscola FS         | 2012/2013 | Segunda  | 17       | 5     |
| Peñiscola FS Bodegas Dunviro | 2013/2014 | Primera  | 26       | 9     |
| Peñiscola FS Bodegas Dunviro | 2014/2015 | Primera  | 32       | 30    |
| Peñiscola FS Rehabmedic      | 2015/2016 | Primera  | 32       | 34    |
| Peñiscola FS Rehabmedic      | 2016/2017 | Primera  | 30       | 12    |
| Catgas Energía Santa Coloma  | 2017/2018 | Primera  | 29       | 11    |
| Futbol Emotion Zaragoza      | 2019/2020 | Primera  | 6        | 3     |
| Futbol Emotion Zaragoza      | 2020/2021 | Primera  | 36       | 9     |
| Futbol Emotion Zaragoza      | 2021/2022 | Primera  | 24       | 9     |
| Servigroup Peñiscola FS      | 2022/2023 | Segunda  | 30       | 14    |